# John R. Bolton
John Robert Bolton (Baltimore, Maryland, 20 de novembro de 1948) é um diplomata, ex-militar, advogado e político norte-americano conhecido por suas visões conservadoras e nacionalistas. Foi embaixador dos Estados Unidos na ONU de 2005 a 2006 durante a administração George W. Bush. Também trabalhou no gabinete dos governos George H. W. Bush e Ronald Reagan. Em março de 2018, foi apontado pelo presidente Donald Trump para servir como seu Conselheiro de Segurança Nacional, cargo que manteve até setembro de 2019.
Na política externa, Bolton é descrito como um falcão (hawk) e é defensor de mudanças de regime no Irã, Síria, Líbia, Venezuela, Cuba, Iêmen e Coreia do Norte. Ele foi um dos maiores críticos da política externa de Barack Obama e uma voz recorrente contra o acordo nuclear iraniano. Foi um fervoroso defensor da Guerra do Iraque e continuou a apoiar a decisão de invasão daquele país. Bolton é considerado um nacionalista e um intervencionista, com posições majoritariamente "neoconservadoras". Contudo, ele pessoalmente rejeita estes termos e rótulos, preferindo se chamar de "pró-Estados Unidos".
- Wikinotícias

John Bolton admitiu em 12 de julho de 2022, já ter planejado golpes de estado em outras partes do mundo. Esta admissão ocorreu quando foi questionado sobre a possibilidade de Donald Trump ter tentado um golpe de estado em 6 de janeiro de 2021, com a invasão de seus aliados no Capitólio.